# The Larry Sanders Show
The Larry Sanders Show est une série télévisée américaine en 89 épisodes de 21 minutes, créée par Dennis Klein et Garry Shandling et diffusée entre le 15 août 1992 et le 31 mai 1998 sur HBO.
En France, la série a été diffusée à partir de 1993 sur Jimmy et rediffusée à partir de 1998 sur Comédie !.

## Synopsis
Cette sitcom satirique met en scène un présentateur de talk-show, Larry Sanders, que l'on suit en plateau et dans les coulisses de son émission.

## Distribution
- Garry Shandling : Larry Sanders
- Rip Torn : Arthur
- Jeffrey Tambor : Hank Kingsley
- Penny Johnson : Beverly Barnes
- Wallace Langham : Phil
- Janeane Garofalo : Paula (saisons 1 à 5)
- Megan Gallagher : Jeannie Sanders (saison 1)
- Kathryn Harrold : Francine Sanders (saison 2)
- Jeremy Piven : Jerry Capen (saisons 1 et 2)
- Linda Doucett : Darlene (saisons 1 à 3)
- Scott Thompson : Brian (saisons 4 à 6)
- Mary Lynn Rajskub : Mary Lou (saisons 5 et 6)
- Bob Odenkirk : Stevie Grant (saisons 2 à 6)
- Sid Newman : Sid
- Deborah May : Melanie Parrish
- Paul Willson : Fred

## Récompenses
- Emmy Award 1996 : Meilleur acteur dans un second rôle dans une série comique pour Rip Torn
- Emmy Award 1999 : Meilleur scénario dans une série comique pour l'épisode Flip
- Emmy Award 1999 : Meilleure réalisation de Todd Holland dans une série comique pour l'épisode Flip
- British Academy of Film and Television Arts 1999 : Meilleure série internationale